# Вагнер (Вісконсин)
Вагнер (англ. Wagner) — місто (англ. town) в США, в окрузі Марінетт штату Вісконсин. Населення — 653 особи (2020).

## Демографія
Згідно з переписом 2010 року, у місті мешкала 681 особа в 304 домогосподарствах у складі 223 родин. Було 591 помешкання
Расовий склад населення:
| - 99,1 % — білих - 0,3 % — корінних американців - 0,3 % — азіатів |

До двох чи більше рас належало 0,3 %. Частка іспаномовних становила 0,0 % від усіх жителів.
За віковим діапазоном населення розподілялося таким чином: 17,5 % — особи молодші 18 років, 60,8 % — особи у віці 18—64 років, 21,7 % — особи у віці 65 років та старші. Медіана віку мешканця становила 49,7 року. На 100 осіб жіночої статі у місті припадало 105,1 чоловіків;  на 100 жінок у віці від 18 років та старших — 109,7 чоловіків також старших 18 років.
Середній дохід на одне домашнє господарство  становив 62 175 доларів США (медіана — 42 171), а середній дохід на одну сім'ю — 69 928 доларів (медіана — 52 885). Медіана доходів становила 50 536 доларів для чоловіків та 33 438 доларів для жінок. За межею бідності перебувало 4,8 % осіб, у тому числі 0,0 % дітей у віці до 18 років та 5,5 % осіб у віці 65 років та старших.
Цивільне працевлаштоване населення становило 298 осіб. Основні галузі зайнятості: виробництво — 28,2 %, освіта, охорона здоров'я та соціальна допомога — 19,1 %, транспорт — 12,4 %, сільське господарство, лісництво, риболовля — 8,4 %.